# Granvik (Lidköping)
Granvik is een plaats in de gemeente Lidköping in het landschap Västergötland en de provincie Västra Götalands län in Zweden. De plaats heeft 76 inwoners (2005) en een oppervlakte van 35 hectare. Granvik ligt op een via een brug met het vasteland verbonden eiland en aan een baai van het Vättermeer en er is onder andere een vrij grote jachthaven in het dorp te vinden. Voor de rest bestaat de directe omgeving van Granvik uit zowel landbouwgrond als bos. De stad Lidköping ligt zo'n twintig kilometer ten zuiden van het dorp.